# Bearman Glacier
Bearman Glacier är en glaciär i Antarktis. Den ligger i Västantarktis. Inget land gör anspråk på området. Bearman Glacier ligger 154 meter över havet.
Terrängen runt Bearman Glacier är huvudsakligen kuperad, men åt sydost är den platt. Trakten är obefolkad. Det finns inga samhällen i närheten.